# Артефицијална артериовенска фистула
Артефицијална артериовенска фистула (АВ фистула), артериовенски шант или артеријска анастомоза је хируршки изведен спој код болесника на дијализи, између суседне артерије и вене, у циљу преусмеравања артеријске крви у венску, која се у вени артеријализује захваљујући новоствореној хемодинамици. Најчешћа локализација за АВ фистулу, је подлактици, неколико сантиметара изнад зглоба шаке, на недоминантној руци болесника (левој код дешњака, десној код левака). Мада понекад избор руке зависи и од васкуларног статусу болесника (нпр код болесника са израженим атеросклеротским променама и сл.)
Артериовенска фистула представља најбољи начин приступа крвотоку за болеснике који су на редовној хемодијализи. АВ фистула је спремна за употребу након 4 до 6 недеља, колико је неопходно да се створи фистула, која након тог период може да се користи за хемодијализу. Ова врста приступа крвотоку, уз одговарајућу негу може да траје годинама, ако АВ фистулу пунктирају добро обучене медицинске сестре/техничари, који су едуковани за ту врсту посла.

## Значај АВ фистуле
Од свих достада примењиваних васкуларних приступа, за потребе лечења болесник применом хемодијализе најефикаснији је онај преко хируршки конструисан АВ фистуле. Ова анастомоза данас се сматра „златним стандардом“ за примену у хемодијализи.

## Процедура
Пре него што се успостави анастомоза (АВ фистулом) болесник се упућује на преглед васкуларном хирургу који претходно треба да процени статус крвних судова и на основу клиничког статуса одреди најбољи приступ за формирање АВ фистуле.
Најчешће се на руци спајају радијална артерија (a. radialis) и вена цефалика (v. cephalica) или улнарна артерија (a. ulnaris) и базиларна вена (v. basilica). Након успостављене анастомозе ствара се дилатација (проширење) вене у којој настаје временом артеријализација венског зида. 
Када је лумен вене задовољавајућег обима и хемодинамике, може се приступити пункцији и отпочети са применом хемодијализа. АВ фистула је „зрела“ за пункцију након око три до пет недеља након хируршке интервенције.
Ако се због неадекватности крвних судова [лоше развијене вене уз примерену артерију или постојећу артеријску инсуфицијенцију] не може конструисати нативна АВ фистула, тада се може направити АВ графт. Он се израђује од синтетичког прихватљивог материјала [политетрафлуоретилен, полиестер, полиуретан]. имплантира се субкутано ради лакше пункције. Он може бити раван или завијен.

## Компликације артериовенске анастомозе
Тромбоза
Тромбоза анастомозе карактерише се потпуним престанком циркулације крви у венском сегменту АВ фистуле проксималније од АВ анастомозе, и то пре свега због тромба који је настао у делу вене - од анастомозе до ушћа вене субклавије у горњу шупљу вену. 
Тромбоза се дијагностикује физичким прегледом: палпаторно на месту анастомозе не добија се карактеристичан шум фистуле, а понекад се тромб може и напипати и у вени. 
Тромбоза анастомозе је најозбиљнија компликација која доводи до афункције фистуле и решава се хируршки, (тромбектомијом и/или ендоваскуларним приступом тромбу).
Стеноза
Најчешћа компликација анастомозе је сужење или стеноза АВ фистуле. Настаје ка последица сужење лумена венског крвноаг суда у непосредној близини анастомозе. 
Стеноза у око 50% случајева доводи до малфункције АВ фистуле, која се манифестује редукцијом протока крви у артеријском сегменту. Дијагностикује се: аускултаторно на месту стенозе где се чују пискави шумови као последица стварања едема. Коначна дијагноза стенозе поставља се на основу ултразвучног прегледа.
Анеуризма
Анеуризма је локално проширење вене (дилатација зида крвног суда) као последица турбулентног струјања крви кроз место сужења. 
Дијагностикује се инспекцијом, палпацијом и ултразвучним снимањем.
Инфекција
Инфекције анастомозе јавља се због непажљивог и неасептичног пунктирања АВ фистуле. Карактерише се болом, еритемом и едемом. Како због инфекцијом изазване некрозе кожа слаби, може доћи и до руптуре и зато инфекцију треба лечити антибиотицима или у случају руптуре - хируршки.
Псеудоанеуризма
Псеудоанеуризма или лажна анеуризма, за разлику од „праве“ нема све слојеве које има нормални крвни суд. Оне настају у околним меком ткиву након деструкције крвних судова, најчешће непажљивом пункцијом артерије или графта. 
Дијагностикују се ултразвучним прегледом.
Крвни подлив (хематом)
Хематом се јавља најчешће након пункције или након неадекватне компресије на месту убода по завршеној хемодијализи. 
Дијагностикује се инспекцијом и ултразвучним прегледом.
Периферна исхемија
На периферну исхемију може да утиче сама конструкција АВ фистула, ако је таква да има смањену циркулације крви коју доводи радијална артерија. У таквим условима долази до тзв. синдрома „крађе крви“ (енгл. steal sindrom), што за последицу има исхемију прстију, најчешће палца, кажипрста и средњег прста руке.
До исхемије најчешће долази код болесника са шећерном болешћу који имају ослабљену периферну циркулацију због вишеструких калцификација крвних судова. 
Болесници са исхемијом жале се на хладноћу у шаци, прстима. У тежим случајевима може настати и гангрена прстију.
Компликације на срцу
Код кардиомиопата након конструкције АВ фистуле могу се јавити компликације на срцу, изазивање појачањем срчаног минутног волумена (јер 20-50% срчаног волумена пролази кроз АВ фистулу).